# Thom de Graaf

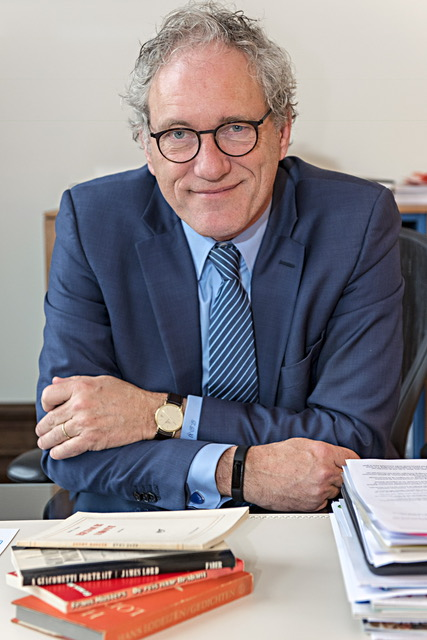
Thom de Graaf

Thomas Carolus (Thom) de Graaf (* 11. Juni 1957 in Amsterdam) ist ein niederländischer Politiker der Democraten 66 (D66). Er ist seit 2018 Vizepräsident des Raad van State.

## Leben
Sein Vater Theo de Graaf (1912–1983) war Politiker der Katholieke Volkspartij (KVP), Abgeordneter in der Zweiten Kammer (1948–1963), Bürgermeister der Gemeinde Lisse (1950–1968) und dann der Stadt Nijmegen (1968–1977). Der Sohn studierte von 1976 bis 1981 Rechtswissenschaften an der Radboud-Universität Nijmegen. Anschließend war er dort als wissenschaftlicher Mitarbeiter für Staatsrecht tätig. Von 1985 bis 1994 arbeitete er im niederländischen Innenministerium, unter anderem als Abteilungsleiter für Sicherheitspolitik und Rechtsangelegenheiten in der Polizeidirektion und ab 1991 als stellvertretender Direktor der Polizei.
De Graaf trat 1977 der sozialliberalen Partei Democraten 66 bei, die er von 1990 bis 1994 im Gemeinderat von Leiden vertrat.
Von 1994 bis 2003 war er Abgeordneter in der Zweiten Kammer der Generalstaaten. Von 1997 bis 2003 war er dort Fraktionsvorsitzender und von 1998 bis 2003 auch politischer Leiter (partijleider) der Democraten 66.
Im Kabinett Balkenende II war de Graaf vom 27. Mai 2003 bis 23. März 2005 Minister ohne Geschäftsbereich, zuständig für Erneuerung der Verwaltung und Königreichbeziehungen (gemeint sind die Beziehungen zwischen dem niederländischen Mutterland und den autonomen Überseegebieten Niederländische Antillen und Aruba). Zudem war er in der christlich-liberalen Koalition (CDA, VVD, D66) einer der beiden Stellvertreter des Ministerpräsidenten. Er trat aus der Regierung zurück, nachdem die PvdA in der Ersten Kammer (angeführt von Ed van Thijn) in einer Nachtsitzung überraschend die vorgesehene Einführung einer Direktwahl der Bürgermeister verhindert hatte. Von 2006 bis 2007 arbeitete er als Strategieberater bei PricewaterhouseCoopers.
Von 2007 bis 2012 war De Graaf Bürgermeister der Stadt Nijmegen.
Von 2011 bis 2018 war er Abgeordneter in der Ersten Kammer der Generalstaaten, ab 2015 auch Fraktionsvorsitzender der D66 in dieser Parlamentskammer. Von 2012 bis 2018 war er zudem Vorsitzender der Vereniging Hogescholen, des Arbeitgeber- und Interessenverbands der (Fach-)Hochschulen in den Niederlanden.
Seit dem 1. November 2018 ist de Graaf Vizepräsident des Staatsrats (Raad van State), eines Verfassungsorgans, das die Regierung in rechtlichen Fragen berät und zugleich höchstes Verwaltungsgericht der Niederlande ist. Formell steht der König dem Raad van State vor, de facto wird dieser aber vom Vizepräsidenten geleitet. Als Stellvertreter des Staatsoberhaupts wird de Graaf in der Presse manchmal salopp als „Vizekönig“ (onderkoning) tituliert, er selbst lehnt diese Bezeichnung aber ab.
Thom de Graaf ist seit dem 15. September 1981 verheiratet.